# Macrodes cynata
Macrodes cynata là một loài bướm đêm trong họ Noctuidae.